# Sapopema
Sapopema est une municipalité brésilienne située dans l'État du Paraná.